# Baba Traoré
Pour les articles homonymes, voir Traoré.
Baba Traoré, né le 23 juin 1993 à Pierrefitte-sur-Seine (France), est un footballeur français d'origine malienne qui évolue au poste d'arrière gauche ou de défenseur central avec le Hyères 83 FC.

## Biographie
Après trois saisons disputées en National puis en Ligue 2, Baba Traoré rejoint l'AJ Auxerre afin d'évoluer à gauche de la défense auxerroise.

## Statistiques
| Saison                | Club                     | Championnat           | Championnat | Championnat | Coupe nationale | Coupe nationale | Coupe de la Ligue | Coupe de la Ligue | Total | Total |
| Saison                | Club                     | Division              | M.          | B.          | M.              | B.              | M.                | B.                | M.    | B.    |
| 2013-2014             | Le Poiré-sur-Vie VF      | National              | 15          | 0           | -               | -               | -                 | -                 | 15    | 0     |
| 2014-2015             | Le Poiré-sur-Vie VF      | National              | 16          | 1           | 2               | 0               | -                 | -                 | 18    | 1     |
| Sous-total            | Sous-total               | Sous-total            | 31          | 1           | 2               | 0               | -                 | -                 | 33    | 1     |
| 2015-2016             | Bourg-en-Bresse 01       | Ligue 2               | 25          | 1           | 4               | 0               | 4                 | 1                 | 33    | 2     |
| Sous-total            | Sous-total               | Sous-total            | 25          | 1           | 4               | 0               | 4                 | 1                 | 33    | 2     |
| 2016-2017             | AJ Auxerre               | Ligue 2               | 21          | 0           | 2               | 0               | 1                 | 0                 | 24    | 0     |
| Sous-total            | Sous-total               | Sous-total            | 21          | 0           | 2               | 0               | 1                 | 0                 | 24    | 0     |
| 2017-2018             | Le Havre AC              | Ligue 2               | 13          | 0           | -               | -               | 2                 | 0                 | 15    | 0     |
| 2018                  | Le Havre AC              | Ligue 2               | -           | -           | 1               | 0               | 1                 | 0                 | 2     | 0     |
| 2019-2020             | Le Havre AC              | Ligue 2               | -           | -           | -               | -               | 1                 | 0                 | 1     | 0     |
| Sous-total            | Sous-total               | Sous-total            | 13          | 0           | 1               | 0               | 4                 | 0                 | 18    | 0     |
| 2019                  | Stade brestois 29 (prêt) | Ligue 2               | 3           | 0           | -               | -               | -                 | -                 | 3     | 0     |
| Sous-total            | Sous-total               | Sous-total            | 3           | 0           | -               | -               | -                 | -                 | 3     | 0     |
| Total sur la carrière | Total sur la carrière    | Total sur la carrière | 93          | 2           | 9               | 0               | 9                 | 1                 | 111   | 3     |